# Rynchobanchus niger
Rynchobanchus niger är en stekelart som beskrevs av Sheng, Li och Pang Xiong-fei 1997. Rynchobanchus niger ingår i släktet Rynchobanchus och familjen brokparasitsteklar. Inga underarter finns listade i Catalogue of Life.